# When We Were Beautiful (singolo)
When We Were Beautiful è un singolo della rock band statunitense Bon Jovi, estratto dall'album del 2009 The Circle. È stata scritta da Jon Bon Jovi, Richie Sambora e Billy Falcon. La canzone è stata pubblicata in esclusiva su iTunes il 26 ottobre 2009 negli Stati Uniti, parallelamente alla presentazione dell'omonimo documentario sulla band. È stata pubblicata ufficialmente in tutto il mondo il 24 maggio 2010.